# Lucia Tilde Ingrosso
Lucia Tilde Ingrosso (Milano, 27 gennaio 1968) è una giornalista e scrittrice italiana.

## Biografia
Nasce a Milano, ma presto si trasferisce con la sua famiglia prima a Perugia, poi a Cortona, dove passa la sua giovinezza e si diploma presso il Liceo classico Luca Signorelli. Torna a Milano per studiare all'Università commerciale Luigi Bocconi dove si laurea in Economia aziendale con una tesi sul marketing librario.
Dal 2001 è giornalista professionista. Fino al febbraio 2024, ha lavorato nella redazione del mensile Millionaire.
Con lo pseudonimo Assunta Di Fresco è coautrice di libri umoristici sui curriculum, insieme all'headhunter Mario Bianco che firma con lo pseudonimo Enza Consul.
Partecipa a varie antologie di racconti, fra cui Scontrini (Baldini Castoldi Dalai, 2004), Pallafatù. Il calcio visto da Taranto (Teseo Editore, 2005) e Suicidi falliti per motivi ridicoli (Coniglio Editore, 2006). Nell'edizione 2008 dell'agenda Smemoranda esce il suo racconto Voli incrociati.
Il suo racconto Il nemico è fra i selezionati della terza edizione del concorso Lama e Trama e viene pubblicato nell'antologia omonima.
Nel 2007, insieme al marito Giuliano Pavone e a Mario Bianco, firma per BUR il libro umoristico Camera con svista. Quello che gli agenti immobiliari non dicono.
Nel 2005 pubblica La morte fa notizia, il suo primo giallo ambientato a Milano, con protagonista l'ispettore di polizia Sebastiano Rizzo. Nel 2006 il romanzo è semifinalista al Premio Scerbanenco, assegnato nell'ambito di Courmayeur Noir in festival. Seguono A nozze col delitto (Kowalski, 2007 -  Feltrinelli UE, 2008),, Io so tutto di lei (Kowalski, 2008 - Feltrinelli UE, 2010),, e Nessuno, nemmeno tu (Kowalski, 2010),,,,,.
Partecipa alle edizioni 2006 e 2007 del festival di narrativa poliziesca La passione per il delitto.
Nel settembre 2010 esce il suo primo romanzo rosa Uomo giusto cercasi, ambientato fra Parigi, Londra e Barcellona. A maggio 2011 il romanzo viene presentato a Londra presso The Italian Bookshop.
Nel novembre 2010 firma con Giuliano Pavone Milano in cronaca nera, antologia di racconti noir ispirati a fatti di cronaca, per Newton Compton.
Fa parte della giuria del concorso "Lama e trama" edizione 2010 insieme agli scrittori Enrico Pandiani e Nicola Verde. Nel 2011 partecipa alla giuria della prima edizione della rassegna del giallo/noir Lomellina in Giallo.
Nel maggio 2011 firma con Giuliano Pavone 101 cose da fare in gravidanza e prima di diventare genitori, manuale semiserio per coppie in attesa, per Newton Compton e riedito nel 2014. Nel 2022 esce una nuova edizione, riveduta e integrata.
Nel 2012 firma con Giuliano Pavone 101 cose da fare in Lombardia almeno una volta nella vita, per Newton Compton e nel 2014 Milano per i tuoi bambini. 265 idee per crescere bene in città, per Novecento Editore.
Nel 2014 esce il suo romanzo rosa C'eri tu nel mio letto?, ebook della collana In Love di Edizioni Piemme.
Nel 2015 pubblica I fantasmi non muoiono mai, quinta avventura dell'ispettore Sebastiano Rizzo, per Laurana Editore. Il giallo è finalista al Premio Lomellina in Giallo e al Premio Fedeli.
In occasione di Expo 2015 firma con Gabriele Dadati, Marco Drago e Pierfrancesco Majorino il romanzo collettivo Divorare Milano. Un romanzo ai tempi dell'Expo, pubblicato da Laurana Editore.
Nel gennaio 2016 torna in libreria con Curtun. Il segreto degli etruschi, fantasy per young adult pubblicato da Salani. 
A settembre 2016, pubblica Il sogno di Anna, Feltrinelli Up, in tempo per il 10º anniversario dell'uccisione di Anna Politkovskaja, giornalista russa che il romanzo porta come esempio per i giovani aspiranti giornalisti.
Nel febbraio 2017 il suo giallo inedito Appunti per un delitto viene inserito fra i dieci finalisti della 38ª edizione del Premio Tedeschi.
Il sogno di Anna si è classificato al primo posto nel premio per ragazzi il Castello Volante di Carovigno (Brindisi) ed è stato nella terna finalista del premio il Castello di Sanguinetto (Verona).
Nel 2018 pubblica con Baldini+Castoldi il thriller Una sconosciuta, che viene presentato in tutta Italia. Il romanzo è stato finalista del Premio il Tettuccio e di Giallo Ceresio. Ed è il più votato dalla giuria popolare del Premio Giallo al Centro.
Nel 2022 pubblica con Morellini editore Anna Politkovskaja. Reporter per amore, romanzo basato sulla storia vera della giornalista russa uccisa nel 2006.
Nel 2023 pubblica con Baldini+Castoldi I Monteleone, primo volume di una saga familiare ambientata a Milano, fra gli anni Venti del Novecento e il presente.
Nel 2024 partecipa all'antologia Ripartire da qui, pubblicata da [LOW], con un reportage narrativo su Sesto San Giovanni.

## Opere

### Romanzi
- La morte fa notizia, Pendragon, 2005
- A nozze col delitto, Kowalski, 2007; Feltrinelli UE, 2008
- Io so tutto di lei, Kowalski, 2008; Feltrinelli UE, 2010
- Nessuno, nemmeno tu, Kowalski, 2010
- Uomo giusto cercasi, Piemme, 2010
- C'eri tu nel mio letto?, Piemme, 2014
- I fantasmi non muoiono mai, Laurana Editore, 2015
- Divorare Milano. Un romanzo ai tempi dell'Expo, (con Gabriele Dadati, Marco Drago e Pierfrancesco Majorino), Laurana Editore, 2015.
- Curtun. Il segreto degli etruschi, Salani, 2016.
- Il sogno di Anna, Feltrinelli Up, 2016.
- Una sconosciuta, Baldini+Castoldi, 2018.
- Anna Politkovskaja. Reporter per amore, Morellini, 2022.
- I Monteleone, Baldini+Castoldi, 2023.

### Saggistica varia
- Provaci così. Idee, suggerimenti ed esperienze per trovare velocemente il lavoro giusto, SG Consulting, 1998
- Curricula ridicula, (con lo pseudonimo Assunta Di Fresco, insieme a Enza Consul), Rizzoli, 1998
- Uno straccio di curriculum, (con lo pseudonimo Assunta Di Fresco, insieme a Enza Consul), Il Sole 24 Ore, 2003
- Camera con svista. Quello che gli agenti immobiliari non dicono, (con Giuliano Pavone e Mario Bianco), BUR, 2007
- Milano in cronaca nera, (con Giuliano Pavone), Newton Compton, 2010
- Curriculì curriculà. Una guida utile e divertente alla compilazione del CV, (con lo pseudonimo Assunta Di Fresco, insieme a Enza Consul), ARPAnet, 2011
- 101 cose da fare in gravidanza e prima di diventare genitori (con Giuliano Pavone), Newton Compton, 2011. Nuova edizione 2014. Edizione riveduta e integrata nel 2022.
- 101 cose da fare in Lombardia almeno una volta nella vita (con Giuliano Pavone), Newton Compton, 2012
- Milano per i tuoi bambini. 265 idee per crescere bene in città (con Giuliano Pavone), Novecento Editore, 2014
- Startup. Sogna, credici, realizza (con Eleonora Chioda, Giancarlo Donadio e Tiziana Tripepi), Hoepli, 2016
- Il lavoro? Me lo invento! (con Silvia Messa), Hoepli, 2017.
- Ripartire da qui. Da Barbiana a Gorizia, da Ivrea a Cinisi: dov'è finita l'Italia migliore?, antologia curata da Gabriele Dadati e Giovanni Battista Menzani, [LOW], 2024. Partecipazione con un reportage narrativo su Sesto San Giovanni.